# Versailles-freden
 "Versaillestraktaten" omdirigeres hertil. For andre betydninger af Versaillestraktaten, se Versaillestraktaten (flertydig).
Versailles-freden blev underskrevet den 28. juni 1919 af Frankrig, Storbritannien, USA og deres allierede på den ene side og Tyskland på den anden side som afslutning på 1. verdenskrig. USA ratificerede aldrig Versailles-traktaten, fordi de mente betingelserne var for hårde og indgik en separat aftale med Tyskland: (Berlin-traktaten af 1921).
Fredsaftalen forpligtede Tyskland til at afskaffe almindelig værnepligt og højst have en hær på 100.000 mand. Tyskland måtte hverken have kampvogne, fly eller ubåde. Desuden måtte Reichsmarine kun have seks slagskibe under 10.000 tons, seks krydsere og 12 destroyere. 
Desuden blev Tyskland pålagt en enorm krigsskadeerstatning, da det af Versailles-freden fremgik, at Tyskland alene bar ansvaret for krigen. Den engelske forhandler og økonom Keynes forlod forhandlingerne i protest mod det punkt, da han mente, at det ville ruinere Tyskland.
Traktaten indeholdt 440 punkter, herunder at Tyskland måtte afgive Alsace-Lorraine (Elsass-Lothringen) til Frankrig, store områder til Polen og mindre områder til Tjekkoslovakiet, Belgien og Danmark – sidstnævnte efter en folkeafstemning. Tyskland måtte afgive 13,5% af sit territorium i 1914 og omkring syv millioner indbyggere. Derudover skulle Saarområdet være neutralt fra 1920, og dets endelige status skulle afklares efter en folkeafstemning 15 år senere. Endelig skulle Tyskland afmilitarisere den vestlige Rhinbred. 
Alle oversøiske kolonier skulle afstås: Tanganyika, Namibia, Togo og Cameroun i Afrika, Papua Ny Guinea og Qingdao (Tsingtao) samt andre kinesiske koloniområder i Asien.
Versailles hvilede i sin grundtanke på den amerikanske præsident Woodrow Wilsons ideer om nationers ret til selvbestemmelse. Derfor blev mange grænsedragninger foretaget på baggrund af folkeafstemninger som i Sønderjylland. Til gengæld blev grænserne andre steder trukket i direkte strid med det regionale flertals ønsker. Fx kom tre millioner tyskere til at bo i Tjekkoslovakiet, og ca. 1,5 million tyskere i Danzig-området kom til at bo i Polen. Begge steder blev kimen lagt til stridigheder.
Versailles-freden blev anset for at være hård og uretfærdig i Tyskland og USA, mens Frankrig mente, at den var for mild. Frankrig havde bl.a. ønsket, at Tyskland blev splittet op i en række mindre stater, som det tidligere havde været.
Tyskland mistede sine kolonier, men de var af ringe værdi. Landafståelserne i Europa omfattede 10% af befolkningen, 13% af landområdet og 15% af produktionen. Riget var stadig intakt. I 1921 blev skadeserstatningerne opgjort til 138 milliarder guldmark i afdrag og renter frem til 1963. Beløbet var rent fiktivt, og kravets reelle indhold var bestemte årlige ydelser på 5-6% af nationalproduktet, som Tyskland gik med til at betale. Storbritannien og Frankrig var ikke meget bedre stillede, da de havde optaget enorme krigslån i USA, som de forgæves prøvede at få eftergivet. Tysklands skadeserstatning var beregnet at skulle dække denne gæld. I 1931 gav USA et års henstand med vestmagternes gæld (Hoover-moratoriet), og i 1932 opgav vestmagterne at indkræve Tysklands gæld, mens de samtidigt ophørte med at betale deres krigsgæld til USA.
Versailles-traktaten spillede en vigtig rolle for det tidlige nationalsocialistiske parti (Deutsche Nationalsozialistische Arbeiterpartei) og er en af de vigtigste årsager til udbruddet af 2. verdenskrig. Ferdinand Foch udtalte sommeren 1919 om traktaten: "Dette er ikke en fred. Det er en 20 års våbenhvile!" 

## Baggrund
1. verdenskrig (1914-1918) blev udkæmpet i Europa, Mellemøsten, Afrika og Asien. Land udover krigszonerne blev påvirkede af forstyrrelser i international handel, finans og diplomatisk pres fra de krigsførende parter. I 1917 indtraf to revolutioner i Det russiske kejserdømme, hvilket førte til sammenbruddet af den kejserlige regering og fremvæksten af bolsjevikpartiet ledet af Vladimir Lenin. 
Den 8. januar 1918 kom USAs præsident Woodrow Wilson med en udtalelse, som skulle blive kendt som Wilsons 14 punkter, hvori han tog til orde for en diplomatisk afslutning på krigen, international nedrustning, tilbagetrækning af centralmagternes styrker fra de okkuperede områder, etablering af en polsk stat, en revision af Europas grænser efter etniske kriterier og dannelsen af et forbund af nationer for at stille "gensidige garantier for politisk uafhængighed og territoriel integritet til store og små stater". 
Efter operation Faustschlag på østfronten undertegnede den nye sovjetiske regering i Rusland den 3. marts 1918 en fredsaftale i Brest-Litovsk med Det tyske kejserrige. Rusland afstod ved den dele af Polen og Baltikum til Tyskland, anerkendte Ukraines uafhængighed og accepterede at betale 6 milliarder mark i krigserstatning.
I efteråret 1918 kollapsede centralmagterne og underskrev våbenhvileaftaler, mens nationalistiske grupper etablerede nye stater. I Tyskland begyndte hæren at gå i opløsning, deserteringen voksede og civile strejker reducerede produktionen af krigsmateriel drastisk. På vestfronten satte de allierede styrker i gang hundredagesoffensiven, og de tyske styrker led et stort nederlag. Den tyske krigsflåde i Kiel blev udsat for mytteri. Det førte til oprør i Tyskland og til Novemberrevolutionen. Den tyske regering forsøgte at få en fredsløsning baseret på Wilsons fjorten punkter og fik en våbenhvile, som trådte i kraft den 11. november, mens der fortsat stod tyske styrker i Frankrig og Belgien. 
I slutningen af 1918 blev der dannet en polsk regering, og et uafhængigt Polen blev proklameret. I december startede polakkerne et oprør i provinsen Posen, som havde været under tysk styre siden delingen af Polen (1772-1795). Kampene varede til februar 1919, da en våbenhvile blev indgået, hvorved området havnede under polsk kontrol, selv om det formelt fortsat var tysk ("for tiden under polsk forvaltning"). Mod slutningen af 1918 marcherede allierede tropper ind Tyskland og begyndte en okkupation af Rhinlandet. Der blev indledt en fredskonference i Paris for formelt at afslutte krigen. Versaillestraktaten var aftalen mellem det tyske rige og de allierede. Aftaler med de andre centralmagter blev opkaldt efter de forstæderne i Paris, hvor de blev undertegnede.

## Traktaterne fra forstæderne til Paris
Den store fredskonference efter Første Verdenskrig åbnede i Paris d. 18. januar 1919. Datoen var nøje valgt, som en slags "tak for sidst" til Tyskland, der d. 18. januar 1871 fejrede  sejren over franskmændene og udråbte deres nye kejser i Versailles. Fredskonferencen i Paris resulterede i fem fredstraktater med de lande, der havde tabt krigen. 
Traktaterne blev underskrevet på slotte i Paris' omegn. 
Traktaterne var:
- Versailles-traktaten med Tyskland, undertegnet den 28. juni 1919 (5-års dagen for skuddet i Sarajevo)
- Statstraktaten fra Saint-Germain-en-Laye med Østrig, undertegnet den 10. september 1919
- Neuilly-sur-Seine-traktaten med Bulgarien, undertegnet den 27. november 1919
- Trianon-traktaten med Ungarn, undertegnet den 4. juni 1920
- Sèvres-traktaten med Tyrkiet, undertegnet den 10. august 1920. Den blev undertegnet af den tyrkiske sultan, men afvist af en mod-regering under ledelse af Kemal Atatürk, og traktaten blev aldrig gennemført. Men Tyrkiet fik i 1923 en mere favorabel fredsaftale, Lausanne-traktaten.

## Traktatens indhold
Det blev oprettet et Ambassadørråd, som skulle sikre, at traktatens bestemmelser blev gennemført. Foruden krav om krigserstatninger havde traktaten en række bestemmelser.

### Tidligere tyske områder som ændrede deres tilhørighedsforhold
- Alsace-Lorraine (Elsass-Lothringen) blev tilbageført til Frankrig.
- Nordslesvig omtrent fra Tønder blev (efter en folkeafstemning) tilbageført til Danmark.
- Det meste af Poznan-provinsen og Vestpreussen, samt dele af Schlesien gik til Polen.
- Eupen-Malmédy til Belgien.
- Byen Danzig (nu Gdansk) med floddeltaet for Weichsel-floden ved Østersøen blev erklæret som Fristaden Danzig, som stod under Folkeforbundet og Polen.
- Et mindre område af Sachsen blev givet til Tjekkoslovakiet.
- Ruanda-Urundi til Belgisk Congo.
- Togo og Kamerun blev delt mellem Storbritannien og Frankrig.
- Tanganyika, Kejser Wilhelms Land, Tysk Samoa og Tysk Sydvestafrika blev britiske mandatområder.
- Kiongatriangelen på 1000 kvadratkilometer blev portugisisk.
- Japan fik alle de øvrige tyske besiddelser i Stillehavet.
- Artikel 156 i traktaten overførte det tyske herredømme over Shandong i Kina til Japan frem for at overføre herredømmet til Kina. Den tvist, som dette udløste med Kina, går under navnet Shandongproblemet. Det kinesiske raseri over denne artikel førte til demonstrationer og den kulturelle bevægelse kendt som 4. maj-bevægelsen. Kina med sin forhandlingsleder Wellington Koo nægtede at undertegne Versaillestraktaten.

### Restriktioner på de tyske væbnede styrker
- Hær – maksimalt 100.000 soldater hvoraf kun 4.000 officerer, hvervede, ikke værnepligtige.
- Flåde – seks større krigsskibe, ikke over 10.000 ton. Ingen ubåde.
- Flyvevåben – intet.
- Begrænsninger på rustningsindustrien.
- Rhinland (området vest for Rhinen) skulle være demilitariseret og i 15 år holdes okkuperet af de allierede.
- Krigsakademiet blev nedlagt.

### Andre bestemmelser
- Kulminerne i Saar blev overdragne til Frankrig, og området blev stillet under Folkeforbundets forvaltning.
- Forbud mod at Østrig blev tilsluttet Tyskland.
- International kontrol af tyske søveje.
- Krigsforbrydere skulle dømmes og straffes, men det blev ikke altid fulgt.

## Erstatningsbetalinger
Erstatningernes størrelse blev med grundlag i traktaten afgjort af Den allierede erstatningskomission. Den bestemte, at Tyskland til maj 1921 skulle betale 1 milliard pund sterling. Betalingen skete delvis i form af vareleverancer, mest kul. Leverancerne var imidlertid ikke store nok, og det blev klart, at Tyskland var ude af stand til at opfylde sine forpligtelser. I 1921 okkuperede de allierede de tyske byer Düsseldorf, Duisburg og Ruhrort. 
Økonomen John Maynard Keynes, som havde været med i den britiske delegation i Versailles, trak sig i protest over de hårde betingelser og udgav en bog, hvori han påpegede, at så omfattende skadeserstatninger ville blive ødelæggende for hele Europas økonomi. 
Senere blev erstatningerne fastsat til 6,6 milliarder pund sterling. Deraf skulle 4 milliarder betales en gang i fremtiden, mens resten skulle betales med 100 millioner om året plus 25% af værdien af Tysklands eksport. Disse krav blev overrakt den tyske regering i form af et ultimatum. Hvis den ikke betalte inden den 12. maj 1921, ville allierede tropper okkupere Ruhr, hvor mere end 80% af landets kul, jern og stål blev produceret. Efter en regeringskrise accepterede Tyskland. Skadeserstatningen var sat til 138 milliarder guldmark i afdrag og renter til 1963, men beløbet var fiktivt – kravets reelle indhold var bestemte årlige ydelser som modsvarede 5-6% af Tysklands nationalprodukt. Også Storbritannien og Frankrig led under de enorme krigslån, som de havde taget i USA og håbede på at få eftergivet. De tyske afdrag skulle have dækket Vestmagternes gæld til USA.
Tidligt i 1920'erne blev Tyskland ramt af en stærk inflation, som førte økonomien ud i en krise og gjorde det umuligt at betale erstatningerne. Briterne foreslog betalingsudsættelse, mens Frankrig stod hårdt på ultimatummet fra 1921, og den 11. januar 1923 marcherede belgiske og franske tropper ind i Ruhr, (Ruhrokkupationen). Den tyske regering proklamerede passiv modstand, og franskmændene svarede med at isolere det okkuperede område fra resten af Tyskland, efter at det forgæves havde forsøgt at få briterne til at møde tyskernes betalingsnægtelse med begrænsede økonomiske sanktioner. Franskmændene gjorde aldrig noget forsøg på at standse generalstrejken, som de let kunne have gjort ved at standse tilførslen af madvarer. I september måtte den tyske regering opgive den passive modstand. Ruhr-okkupationen gav marken dødsstødet, eftersom den tyske regering havde garanteret for de strejkendes lønninger og ladet seddelpresserne køre. I 1918 var kursen fire mark til en dollar, i juli 1923 var den steget til 160.000 mark og i november var kursen 130.000 millioner. Pengeværdiens sammenbrud fjernede arbejder- og middelklassens opsparede midler og underminerede troen på systemet. Adolf Hitler prøvede at udnytte situationen i det såkaldte ølstuekup den 8. november 1923. Senere i november blev marken erstattet med Rentenmarken. Det og stramninger i den økonomiske politik fik Tysklands inflation under kontrol.
I 1924 etablerede de allierede Daweskomitéen for at få økonomien på benene igen. Tyskerne skulle nu betale et årlig beløb på 50-125 millioner pund. Nyt var, at Tyskland skulle kunne låne penge i udlandet til at betale erstatningen. I løbet af 1920-erne lånte Tyskland vældige summer især i USA og fik en økonomisk blomstringsperiode. I den styrkedes republikken, og nazisterne havde ringe tilslutning.
Dawesplanen var kun en midlertidig løsning, og efterhånden som forholdet mellem Tyskland og Frankrig forbedredes, blev det bestemt, at sagen skulle tages op på ny. I 1929 startede en komité ledet af amerikaneren Owen D. Young arbejdet med at fastsætte bestemte regler for erstatningen. Ifølge den nye plan skulle Tyskland betale 100 millioner pund årligt i 37 år, og senere 80-85 millioner pund i 22 år. Youngplanen trådte i kraft den 17. maj 1930, og seks uger senere forlod de sidste allierede tropper tysk jord.
Samtidig med at Youngplanen blev udarbejdet, indtraf det store krak i USA, som påvirkede hele verden. Tilgangen af amerikansk lånekapital stoppede, og Tyskland kunne ikke betale erstatningerne. Den økonomiske krise gav Hitler en ny chance til at gribe magten. Rigskansler Brüning erklærede i 1931, at Tyskland under ingen omstændigheder havde tænkt sig at betale. De allierede fandt sig i det, om end ikke formelt. På en konference i Lausanne sommeren 1932 bestemte de allierede, at alle krav mod Tyskland skulle afskrives så snart, landet havde betalt 150 millioner pund. Men dermed standsede også Vestmagterne deres tilbagebetaling til USA. Den blev senere genoptaget. Så sent som i 1965 gik 1% af briternes skatteindtægter til afbetaling af krigslån optaget i USA 50 år tidligere.
Erstatningsspørgsmålet var nu ude af verden, men det havde været med til at føre Tyskland ind i en krise, som førte til afslutningen på Weimarrepublikken og fremkomsten af Nazi-Tyskland, som først sluttede med afslutningen på 2. verdenskrig.

## Reaktioner på traktaten
Den franske general Ferdinand Foch udtalte om traktaten, at "Dette er ingen fred! Dette er 20 års våbenhvile!".

## Traktaten brydes
Ændringerne af Tysklands grænser var det mindst iøjnefaldende resultat. Ganske vist mistede Tyskland sine kolonier, men de europæiske landafståelser omfattede 10% af befolkningen, 13% af landområderne og 15% af produktionen. Det var ingen høj pris for en tabt storkrig – riget var fortsat intakt. Desuden var en del af disse områder hverken historisk eller befolkningsmæssigt tyske. Men Versaillestraktaten begrænsede størrelsen på Tysklands militære styrke. Det var indbygget i traktaten, at det skulle arrangeres en stor nedrustningskonference for at begrænse rustningen hos alle nationer. Denne konference startede i 1932, efter det internationale samfund havde været ude af stand til at reagere på brud på Folkeforbundets regler og andre aftaler. Nationalsocialistene var også i færd med at styrke grebet i Tyskland. 
Konferencen var resultatløs, indtil den tyske delegat meddelte, at Tyskland ikke ville være med, før konferencen vedtog, at alle nationer havde samme ret til at opruste. Det betød, at Tyskland ikke længere interesserede sig så meget for de andre landes nedrustning som for sin egen oprustning. I oktober 1933 trak Tyskland sig fra nedrustningskonferencen og meldte sig tillige ud af Folkeforbundet. I november arrangerede tyskerne en folkeafstemning med 96 % deltagende, hvor 95 % støttede Hitlers politik. De andre landes eftergivenhed skulle vise sig at danne et mønster, som Hitler flere gange benyttede sig af.
Efter Hitlers magtovertagelse begyndte han en massiv oprustning, og det var klart, at han ikke respekterede Versaillestraktaten, men han ventede, til Saarområdet havde gennemført en traktatbestemt folkeafstemning i januar 1935, som bragte området tilbage til Tyskland. I marts samme år kundgjorde Hitler, at han ikke længere anså sig bundet af traktatens militære bestemmelser. Frankrig reagerede stærkt på bruddet, mens briterne tog det mere med ro. I juni 1935 indgik Storbritannien og Tyskland en flådeoverenkomst, som tillod tyskerne at opbygge en flådestyrke, som modsvarede 35 % af briternes - og 100 % når det gjaldt ubåde. I praksis accepterede briterne Tysklands oprustning.
Den 7. marts 1936 marcherede tyske tropper ind i Rhinlandet. Det medførte ikke andre reaktioner, end at Folkeforbundets råd trådte sammen og konstaterede, at tyskerne havde brudt Versaillestraktaten. Hitler arrangerede en folkeafstemning og fik massiv støtte for sin politik. Vejen til en tysk magtekspansion lå åben.

## Traktaten - et kompromis
De "Fire Store" bestod af statsminister David Lloyd George fra Storbritannien, statsminister Georges Clemenceau fra Frankrig, Præsident Woodrow Wilson fra USA og statsminister Vittorio Orlando fra Italien. Under Versailles-traktaten var det vanskeligt at nå en fælles løsning, eftersom  statsoverhovederne havde forskellige motiver. Det blev sagt, at det blev et kompromis, som ingen var tilfredse med.
Frankrig havde lidt størst tab i krigen, og en stor del af den havde foregået på fransk jord. Landet lå i ruiner med megen skade på historiske og vigtige bygninger og ressourcer. Georges Clemenceau ønskede skadeserstatning fra Tyskland til at genopbygge landet og reparere skaderne påført af tyskerne. I alt var 750.000 huse og 23.000 fabrikker blevet ødelagt, og franskmændene krævede penge til at genopbygge et land i ruiner. I 1871 var Frankrig og Tyskland også i krig, og Tyskland havde overtaget det overvejende tysktalende område i Frankrig, Alsace-Lorraine. Clemenceau ønskede også at forsikre sig mod, at et angreb fra Tyskland nogensinde skulle ske igen og forlangte en demilitarisering af tysk Rhinland, og at ententens styrker patruljerede området. Det blev kaldt en "territoriel sikkerhedszone". Han ønskede også en drastisk reduktion af soldater i den tyske hær til et niveau, som kunne kontrolleres. Som en del af skadeserstatningerne ønskede Frankrig at få kontrol over mange af Tysklands fabrikker.
Ikke blot ønskede Frankrig at straffe Tyskland hårdt, det ønskede også at vedligeholde sit store imperium og sine kolonier. Mens USA repræsenterede en tro på national og etnisk national selvbestemmelsesret, ønskede Frankrig og Storbritannien at beholde deres værdifulde imperier. Clemenceau repræsenterede i hovedsagen det franske folk med sit ønske om hævn over den tyske nation. Clemenceau ønskede også at beskytte hemmelige traktater og tillade søblokader af Tyskland, så Frankrig kunne kontrollere handel ud og ind fra den tabende part. Han var det radikale medlem af de Tre Store og blev af den grund kaldt le Tigre – "tigeren".
Storbritannien havde spillet en tilbageholdende rolle, eftersom landet selv aldrig blev invaderet. Men mange britiske soldater døde ved fronten i Frankrig, så det britiske folk ønskede lige så meget hævn som franskmændene. Statsminister Lloyd George ønskede store skadeserstatninger, men i mindre grad end franskmændene. Lloyd George var klar over, at hvis kravene fra Frankrig gik igennem, ville Frankrig blive meget mægtig i Centraleuropa og magtbalancen forskydes. Selv om han ikke ønskede, at det skulle ske, ønskede han, at Tyskland skulle betale. Lloyd George var også bekymret for Woodrow Wilsons forslag om national selvbestemmelsesret, og i lighed med franskmændene ønskede han at bevare imperiet. Den position var en del af konkurrencen mellem to af verdens største imperier og deres kamp for at beholde dem. I lighed med franskmændene støttede også Lloyd George ønsket om søblokader og hemmelige traktater.
På den anden side havde Woodrow Wilson et ganske andet syn på at straffe Tyskland. Han foreslog sine 14 punkter før krigen sluttede. De var mindre hårde end, hvad franskmændene og briterne ønskede. Eftersom det amerikanske folk kun havde været med i krigen siden april 1917, følte det, at det burde trække sig ud af det europæiske rod så hurtigt som muligt. Lige så stærkt ønskede præsident Wilson at indføre en international ordning, som sikrede freden. For at bevare freden blev det første forsøg på at danne en verdensret skabt i form af Folkeforbundet. Tanken bag var, at hvis svagere og mere skrøbelige nationer blev angrebet, skulle andre garantere dem beskyttelse mod den aggressive part.
Oven i det promoverede Wilson en national selvbestemmelsesret, som opfordrede nationerne (eller etniske grupper) til at tænke, regere og styre sig selv. Begrebet selvbestemmelsesret fremkaldte en voksende patriotisk følelse i mange lande, som havde været under kontrol af de gamle imperier, og det fik også megen støtte i imperiernes hjemlande. Selvbestemmelse var en kilde til konflikter mellem  etniske grupper rundt om i verden, eftersom hver gruppe prøvede at definere og forbedre sin stilling.
Tilslutningen til ideen om en national selvbestemmelsesret blev begyndelsen på enden for imperierne som det britiske og franske. Ønsket om en national selvbestemmelsesret var delvis grunden til, at så mange nye lande blev dannet i Østeuropa. Wilson var ikke villig til at udvide Frankrig, Italien eller Storbritanniens areal. Der var også kampe i de østlige provinser af Tyskland, som var loyale mod kejseren, men ikke ville blive del af republikken: det store polske oprør i Posen-provinsen og tre slesiske oprør i Oberschlesien.
Territorielle tilpasninger blev gjort for at samle etniske minoriteter i egne stater, fri for dominans fra de engang så mægtige imperier, især kejserdømmet Østrig-Ungarn og Det osmanniske rige. Hemmelige traktater skulle undgås, og Frankrig og Storbritannien godtog modvilligt, at alle nationer skulle nedruste, for at reducere muligheden for søblokader.
Da Versailles-traktaten var vedtaget, blev Tyskland tvunget til at betale ententen 6.600.000.000 britiske pund; overgive alle sine kolonier, godtage al skyld for krigen, reducere størrelsen på de væbnede styrker (seks krigsskibe, 100.000 infanterister og intet flyvevåben) og afstå land til en række nabolande som Danmark, Belgien, Frankrig og Polen.
De tre store var ikke kommet til enighed om, hvordan de ville straffe Tyskland. Frankrig ønskede hævn, Storbritannien ønskede et relativt stærkt økonomisk produktivt Tyskland som en modvægt til den franske dominans af det kontinentale Europa, og USA ønskede at skabe varig fred så hurtigt så muligt og ødelægge de gamle imperier. Resultatet var et kompromis, som ingen var tilfredse med. Tyskland var hverken knust eller tilfreds. Det lovede ikke godt for fremtiden, hverken for Tysklands, Europas eller verdens.

## Betydning for udvikling af diplomatiet
De to nye statsaktører på den diplomatiske arena, Sovjetrusland og USA, proklamerede en åben diplomatisk praksis, som var revolutionerende. "Alt som må gøres, er at publicere de hemmelige overenskomster. Derefter vil jeg lukke butikken", sagde Trotskij ifølge traditionen, da han overtog det zaristiske diplomatiske korps. Han mente, at den nye socialistiske orden efter at have sat Europa i brand med propaganda og derefter bekæmpet de gamle magthavere ikke havde behov for kancellier og diplomater til at formidle mellem verdensrevolutionens magthavere. Sovjetisk diplomati udviklede sig snart langs tre spor: foruden det gamle stat-til-stat diplomati kom diplomatiet inden for den tredje internationale (Komintern), og det såkaldte folkediplomati, altså appeller fra Sovjet-staten over hovedet på kapitalistiske stater, rettet direkte til de kapitalistiske staters arbejdende masser. 
Woodrow Wilson fulgte op. I sine berømte 14 punkter indgik der et, som stod i direkte modstrid til gældende diplomatisk praksis, nemlig at freden - og for den slags skyld forholdet mellem stater generelt - skulle bygge på "open covenants […] openly arrived at". At hemmelige overenskomster ikke længere skulle være tilladt, var nu en ting. Men tanken om, at sagsgangen, som skulle føre til aftaler og overenskomster, skulle være offentlig, var revolutionerende og kan vel fortsat få det til at risle koldt ned ad ryggen på diplomater og politikere.
Som den første amerikanske præsident havde Wilson bestemt sig for at forlade landet i sin tjenestetid for at rejse til Paris. Afgørelsen er vigtig, fordi den markerer, at USA var på vej ind i verdenspolitikken. At statsoverhoveder selv mødtes, var ikke helt nyt. Europas kongehuse var beslægtede og besvogrede på kryds og tværs, så regenter ofte mødtes en famille i forbindelse med sommerbesøg og lignende. Man havde også tidligere haft enkeltmøder, for eksempel mellem zar Alexander I af Rusland og Napoleon ved Tilsit i 1807. Ikke desto mindre peger Wilsons rejse frem mod et fænomen, som Winston Churchill senere skulle give navnet "summit meetings" (topmøder). Under den kolde krig skulle topmødediplomati specielt mellem statsoverhovederne i Sovjetunionen og USA blive centrale diplomatiske begivenheder. Forberedelserne var ofte meget grundige og ressourcekrævende, medieopbuddet omkring selve møderne enormt og effekten på det løbende arbejde betydelige.
Hvad aktører angik, var det nye med det 20. århundredes diplomati, at folkene fik en opgraderet stilling, både som legitimerende indmad i de stater, som fortsat førte diplomatiet, og som modtagere af statslig politik. De blev tilskuere ikke bare til det, som skulle blive hede topmøder, men også til Folkeforbundets arbejde, og de fik via offentligheden og det hensyn politikere måtte tage til dem, en stadig vigtigere indirekte tilstedeværelse i de diplomatiske overlægninger. For Sovjetunionen og USA var folkene altså også direkte modtagere af diplomatiske fremstød. Dette var nationalismens og folkesuverænitetens virkelige indtræden i diplomatisk praksis, omtrent hundrede år efter at de begyndte at vokse som politiske hovedprincipper i kølvandet på tysk romantik, fransk revolution og Napoleonskrige. Gennembruddet blev altså i sidste fase muliggjort af, at det gammeldags, aristokratiske diplomati blev tillagt meget af ansvaret for udbruddet af 1. verdenskrig. For datidens diplomater, som var opdraget i dette gammeldags diplomati, var overgangen meget smertefuld. Det gjaldt også dem, som tænkte på sig selv som progressive repræsentanter for faget. Paul Cambon gav for eksempel i 1919 udtryk for, at han dagligt angrede, at han havde ladet sin søn vælge en "døende karriere". Man trøstede sig med, at diplomatisk praksis måtte følge social praksis generelt for at varetage sine funktioner, og at dette trods alt var en logisk udvikling i "folkets tidsalder". 
En af grundene til den skepsis var, at kongres- og konferencediplomatiet truede med at blive en permanent del af diplomatisk praksis og dermed forandrede det kvalitativt. Det vigtigste, som skete i Paris, var Folkeforbundet og dermed en permanent organisation som arena for diplomati. Når man taler om "nyt diplomati" i samme åndedræt som Paris 1919, tænker man på borgerlige udøvere (snarere end aristokratiske), offentlige traktater (snarere end hemmelige aftaler) og multilateralt diplomati (snarere end bilateralt). Det var imidlertid et meget dårligt tegn for moderne diplomati, at dets måske mest højrøstede tilhænger, præsident Woodrow Wilson, ikke formåede at overtale Senatet til at melde USA ind i det nyoprettede Folkeforbund.